# Jef Raskin

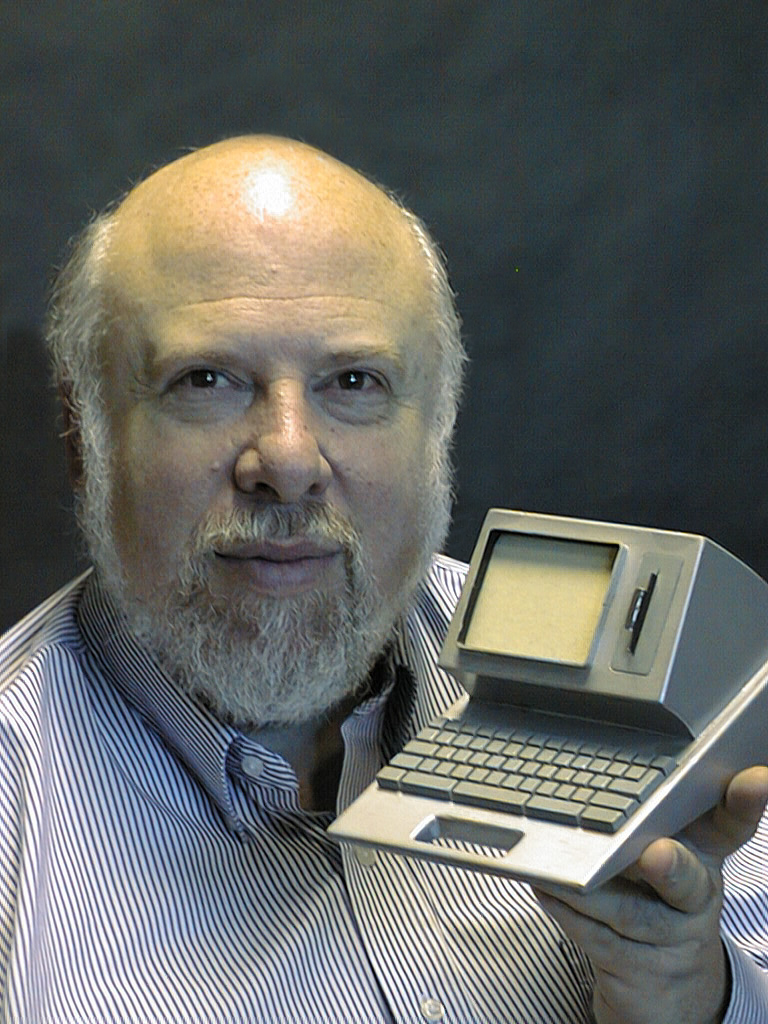
Jef Raskin mit einem Modell der Canon Cat

Jef Raskin (* 9. März 1943 in New York, New York; † 26. Februar 2005 in Pacifica, Kalifornien) war ein US-amerikanischer Informatiker. Er war Entwickler interaktiver Benutzerschnittstellen zwischen Menschen und Computern (englisch User Interface) und wird häufig als Vater des Macintoshs bezeichnet.

## Leben
Raskin kam als einunddreißigster Mitarbeiter Ende der 1970er Jahre zu Apple und war mit seinen Arbeiten im Bereich des Computer-Interface-Designs für viele Dinge verantwortlich, die heute als selbstverständlich gelten, darunter beispielsweise Drag and Drop.
Er leitete anfänglich das Macintosh-Entwickler-Team, wurde später jedoch von Steve Jobs abgelöst. Projektbeteiligte weisen darauf hin, dass das Projekt nach dem Weggang Raskins durch Jobs in eine andere Richtung getrieben wurde. Die Bezeichnung Macintosh stammte von Raskin und geht auf den Namen seiner Lieblingsapfelsorte McIntosh zurück. Nach seinem Weggang sollte der Name des Computers auf Initiative von Jobs in Bicycle geändert werden, dieser konnte sich jedoch nicht durchsetzen.
Raskin war zuvor Dozent (assistant professor) an der University of California, San Diego und stellte bei Apple seinen ehemaligen Studenten Bill Atkinson ein, der wiederum wichtige Grundlagen für die graphische Benutzeroberfläche des Betriebssystems Lisa und schließlich auch des späteren Macintosh schuf.
Nach der Universität gründete Raskin 1975 die Firma Bannister & Crun, die technische Dokumentationen erstellte. Raskin selbst wurde von Apple eingestellt, nachdem er ein Handbuch für sie geschrieben hatte.
Raskin ist zudem der Entwickler des Schreibsystems Canon Cat, allerdings wurden nicht alle seine Designideen beim Bau des Gerätes umgesetzt.
Sein Buch The Humane Interface fand große Beachtung. Er beschreibt darin Kriterien für die Bewertung von Benutzerschnittstellen und propagiert sogenannte Zooming User Interfaces (abgekürzt ZUI, auch 2.5D GUI genannt). Zuletzt versuchte er, seine Ideen für die neuartige Benutzerschnittstelle Archy (früher The Humane Environment, kurz THE) praktisch umzusetzen, ein Vorhaben, das von seinen Mitarbeitern unter einer Creative Commons BY-NC-SA-2.0-Lizenz fortgesetzt wird.
Seit Juni 2010 gibt es eine Zusatzsoftware für Mac OS X 10.6 (Snow Leopard), die versucht, diese Ideen des Zooming Interface zu realisieren. Auf der entsprechenden Website ist eine kostenfreie Testversion erhältlich.
Ab 1982 war Raskin mit Linda S. Blum verheiratet und hat drei Kinder mit ihr. Im Dezember 2004 wurde bei ihm Bauchspeicheldrüsenkrebs diagnostiziert, er starb am 26. Februar 2005 in Pacifica, Kalifornien, im Alter von 61 Jahren.

## Werke
- The Humane Interface. Addison-Wesley, 2000, ISBN 0-201-37937-6 (dt.: Das intelligente Interface, ISBN 3-8273-1796-7).
- A Hardware-Independent Computer Drawing System Using List-Structured Modeling: The Quick-Draw Graphics System. Pennsylvania State University, 1967.